# ウインドケーブ国立公園

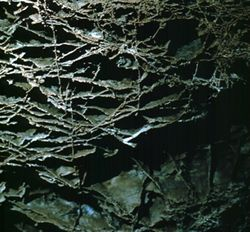
ボックスワーク

ウインドケーブ国立公園（ウインドケーブこくりつこうえん、Wind Cave National Park）は、サウスダコタ州西部のホットスプリングスの町の18km北にある、アメリカ合衆国の国立公園である。セオドア・ルーズベルト大統領によって1903年に設立された、アメリカで7番目の国立公園である。世界で初めて国立公園に指定された洞穴でもある。洞穴は、ボックスワークと呼ばれる薄板状の方解石脈がつくる立体構造で知られる。世界のボックスワークの約95パーセントはウインドケーブで発見されている。また、洞穴は三次元の迷路になっている。2010年5月の時点で、調査された洞穴の総延長は214kmであり、これは世界第4位の長さである。
地上は大草原で、ワピチ、バイソン、プロングホーン、プレーリードッグなどが生息している。いくつかの道路が公園内を通っている。また、50kmハイキングコースがあり、ほぼ公園全体にアクセス可能である。2003年には850,000人が訪れた。